# Samoa en la Copa Mundial de Rugby de 1995
La Selección de rugby de Samoa fue uno de los 16 participantes de la Copa Mundial de Rugby de 1995 que se realizó en Sudáfrica.
Fue la segunda participación de Manu Samoa en la Copa Mundial de Rugby.

## Plantel
| Nombre               | Posición       | Club                         |
| -------------------- | -------------- | ---------------------------- |
| Tala Leiasamaivao    | hooker         | Moata'a Rugby Club           |
| Peter Fatialofa (c.) | pilar          | Counties Manukau             |
| George Latu          | pilar          | Vaimoso Rugby Club           |
| Michael Mika         | pilar          | Otago                        |
| Brendan Reidy        | pilar          | Wellington Rugby             |
| Potu Leavasa         | segunda línea  | Apia Rugby Club              |
| Saini Lemamea        | segunda línea  | SCOPA                        |
| Daryl Williams       | segunda línea  | Colomiers Rugby              |
| Lio Falaniko         | segunda línea  | Marist St. Joseph            |
| Malaki Iupeli        | ala            | Marist St. Joseph            |
| Sam Kaleta           | ala            | Ponsonby RFC                 |
| Junior Paramore      | ala            | Counties Manukau             |
| Shem Tatupu          | ala            | Auckland Rugby               |
| Pat Lam              | Número 8       | Auckland Rugby               |
| Tu Nu'uali'itia      | medio scrum    | Auckland Rugby               |
| Va'apu'u Vitale      | medio scrum    | Vaiala Rugby Club            |
| Esera Puleitu        | medio apertura | Marist Brothers Old Boys RFC |
| Darren Kellett       | medio apertura | Auckland Rugby               |
| Tupo Fa'amasino      | centro         | Wellington Rugby             |
| George Harder        | centro         | Auckland Rugby               |
| To'o Vaega           | centro         | Southland                    |
| George Leaupepe      | centro         | Counties Manukau             |
| Fereti Tuilagi       | wing           | Marist St. Joseph            |
| Brian Lima           | Wing           | Marist St. Joseph            |
| Fata Sini            | wing           | Auckland Rugby               |
| Mike Umaga           | zaguero        | Wellington                   |

## Participación

### Grupo B
| Equipo     | Gan. | Emp. | Perd. | A favor | En contra | Puntos |
| ---------- | ---- | ---- | ----- | ------- | --------- | ------ |
| Inglaterra | 3    | 0    | 0     | 95      | 60        | 9      |
| Samoa      | 2    | 0    | 1     | 96      | 88        | 7      |
| Italia     | 1    | 0    | 2     | 69      | 94        | 5      |
| Argentina  | 0    | 0    | 3     | 69      | 87        | 3      |
| 27 de mayo de 1995 | Italia                                                                      | 18 – 42 (11-12) | Samoa                                                               | Estadio Basil Kenyon, East London                             |                                                               |
|                    | Tries: Vaccari Mllo. Cuttitta Con: Domínguez Pen: Domínguez Drop: Domínguez |                 | Tries: , Lima , Harder Kellett Tatupu Con: (2) Kellett Pen: Kellett | Asistencia: 7868 espectadores Árbitro(s): Joël Dumé (Francia) | Asistencia: 7868 espectadores Árbitro(s): Joël Dumé (Francia) |

| 30 de mayo de 1995 | Samoa                                                    | 32 – 26 (16-10) | Argentina                                                | Estadio Basil Kenyon, East London                                      |                                                                        |
|                    | Tries: Lam Leaupepe Harder Con: Kellett Pen: Kellett (5) |                 | Tries: Try penal Crexell Con: (2) Cilley Pen: (4) Cilley | Asistencia: 7960 espectadores Árbitro(s): David Bishop (Nueva Zelanda) | Asistencia: 7960 espectadores Árbitro(s): David Bishop (Nueva Zelanda) |

| 4 de junio de 1995 | Inglaterra                                                                        | 44 – 22 (21-0) | Samoa                                                   | Estadio Kings Park, Durban                                          |                                                                     |
|                    | Tries: R. Underwood , Back Try penal Con: Callard (3) Pen: Callard (5) Drop: Catt |                | Tries: , Sini Umaga Con: (2) Fa'amasino Pen: Fa'amasino | Asistencia: 35.000 espectadores Árbitro(s): Patrick Robin (Francia) | Asistencia: 35.000 espectadores Árbitro(s): Patrick Robin (Francia) |

### Cuartos de final
| 10 de junio de 1995 | Sudáfrica                                                           | 42 – 14 | Samoa                                          | Estadio Ellis Park, Johannesburgo,                                |                                                                   |
|                     | Tries: Williams , Rossouw Andrews Con: Johnson (3) Pen: Johnson (2) |         | Tries: Tatupu Nu'uali'itia Con: (2) Fa'amasino | Asistencia: 54.169 espectadores Árbitro(s): Jim Fleming (Escocia) | Asistencia: 54.169 espectadores Árbitro(s): Jim Fleming (Escocia) |